# Pilgrim (песня)
«Pilgrim» (с англ. — «Паломница») — песня датской певицы MØ. Песня вошла в дебютный студийный альбом певицы No Mythologies to Follow и была выпущена (на территории Дании) в качестве второго сингла с него 15 марта 2013 года. Автором слов и музыки являются сама MØ, а также Ронни Виндаль, который стал и продюсером трека.
Песня использовалась в рекламе аромата «Acqua di Gioia» Giorgio Armani в 2014 году.

## Чарты
| Чарт (2013)         | Пиковая позиция |
| ------------------- | --------------- |
| Дания (Tracklisten) | 11              |

## Сертификации и продажи
| Регион                                                           | Сертификация | Продажи   |
| ---------------------------------------------------------------- | ------------ | --------- |
| Дания (IFPI Danmark)                                             | Платиновый   | 1 800 000 |
| Данные только о прослушиваниях приведены на основе сертификации. |              |           |